# Yakuza 0
Yakuza 0 (龍が如く0 誓いの場所, Ryū ga Gotoku Zero: Chikai no Basho, lit. "Como um Dragão 0: O Lugar de Juramento) é um jogo eletrônico de ação e aventura desenvolvido pelo Ryu Ga Gotoku Studio e publicado pela Sega. É o sexto título da série principal Yakuza e uma pré-sequência do primeiro jogo. Ele foi lançado para PlayStation 3 e PlayStation 4 no Japão em março de 2015, e na América do Norte e Europa para PlayStation 4 em 24 de janeiro de 2017. Ele foi lançado para Microsoft Windows em 1 de agosto de 2018, para Xbox One em 26 de fevereiro de 2020 e para Amazon Luna em 24 de junho de 2021. Uma aplicação gratuita de acompanhamento para PlayStation Vita, intitulada Ryū ga Gotoku 0: Free to Play Application for PlayStation Vita (龍が如く0 基本無料アプリ for PlayStation Vita), foi lançada em fevereiro de 2015. Ambientado no fim de 1988, dezessete anos antes dos eventos do primeiro jogo, a história segue Kazuma Kiryu e Goro Majima enquanto acabam em um conflito entre várias facções da Yakuza pelo controle de um pedaço de terra chamado "Lote Vazio".
O jogo recebeu críticas geralmente favoráveis de críticos, e é um dos maiores responsáveis pelo crescimento da popularidade da franquia no ocidente, sendo a série considerada obscura antes dele. Yakuza 0 foi seguido por um remake do jogo original, Yakuza Kiwami, e por Yakuza 6: The Song of Life, o próximo jogo da série principal.

## Jogabilidade
Yakuza 0 é um jogo de ação e aventura ambientado em um mundo aberto e jogado em uma perspectiva de terceira pessoa. O jogo se passa entre dezembro de 1988 e janeiro de 1989 em Kamurocho e Sotenbori, recriações fictícias dos distritos de Kabukichō de Tóquio e Dōtonbori de Osaka, respectivamente. O jogador controla o protagonista da série Kazuma Kiryu e o personagem recorrente Goro Majima, alternando entre os dois em determinados pontos durante a história.
Os jogadores podem andar livremente por Kamurocho e Sotenbori, interagindo com pessoas que conhecem para começar missões secundárias, batalhando inimigos que os atacam na rua ou jogando diversos minijogos, incluindo versões completamente jogáveis de jogos de fliperama da Sega como Out Run, Super Hang-On, Space Harrier e Fantasy Zone. Completar certos objetivos, como comer todos os pratos de um restaurante ou alcançar uma certa pontuação em um minijogo, garante ao jogador uma moeda especial chamada "Completion Point". Esses "Completion Points" podem ser usados em um templo para receber bônus adicionais, como itens especiais ou melhorias de personagem.
A personalização e crescimento de personagem são parecidos com o sistema de Ryu ga Gotoku Ishin!, com habilidades compradas de uma árvore de habilidades que é gradualmente desbloqueada durante o jogo. Ao invés de usar experiência para comprar habilidades, o jogador usa dinheiro adquirido em lutas ou através dos negócios secundários de Kiryu e Majima. O dinheiro é disponibilizado mais liberalmente do que nos jogos anteriores, com todos os ataques pesados fazendo os inimigos derrubarem dinheiro. O jogador pode perder seu dinheiro se encontrarem um tipo especial de inimigo chamado Mr. Shakedown, homens enormes e muito mais fortes do que inimigos normais. Se o jogador for derrotado, ele perde todo o seu dinheiro, mas pode derrotar o inimigo para recuperá-lo e ganhar ainda mais.
Kiryu e Majima também têm negócios secundários que administram durante o jogo para ganhar dinheiro: Kiryu investe em imóveis em Kamurocho, enquanto Majima gere um cabaré. Completar missões secundárias frequentemente resulta em personagens que conhecem se oferecendo para ajudar com os negócios, permitindo que eles progridam mais facilmente e rapidamente. Progredir em sequências de negócios ou treinar com mestres específicos desbloqueia habilidades adicionais para compra nas árvores de habilidades dos personagens.
Uma grande inovação em Yakuza 0 é a adição de estilos de luta para Kiryu e Majima que podem ser trocados no meio da batalha. Kiryu utiliza o estilo balanceado Brawler, similar aos jogos anteriores; o estilo poderoso Beast, que permite que utilize armas pesadas; e o estilo baseado em boxe Rush, que enfatiza mobilidade. Por outro lado, Majima usa o estilo balanceado Rhug; o estilo que prioriza armas Slugger, principalmente focado em um taco de beisebol; e o estilo baseado em dança Breaker. Completar os negócios secundários de Kiryu e Majima desbloqueia um estilo de luta adicional "lendário" para os personagens, os estilos "Dragon of Dojima" e "Mad Dog of Shimano" respectivamente.

## Desenvolvimento

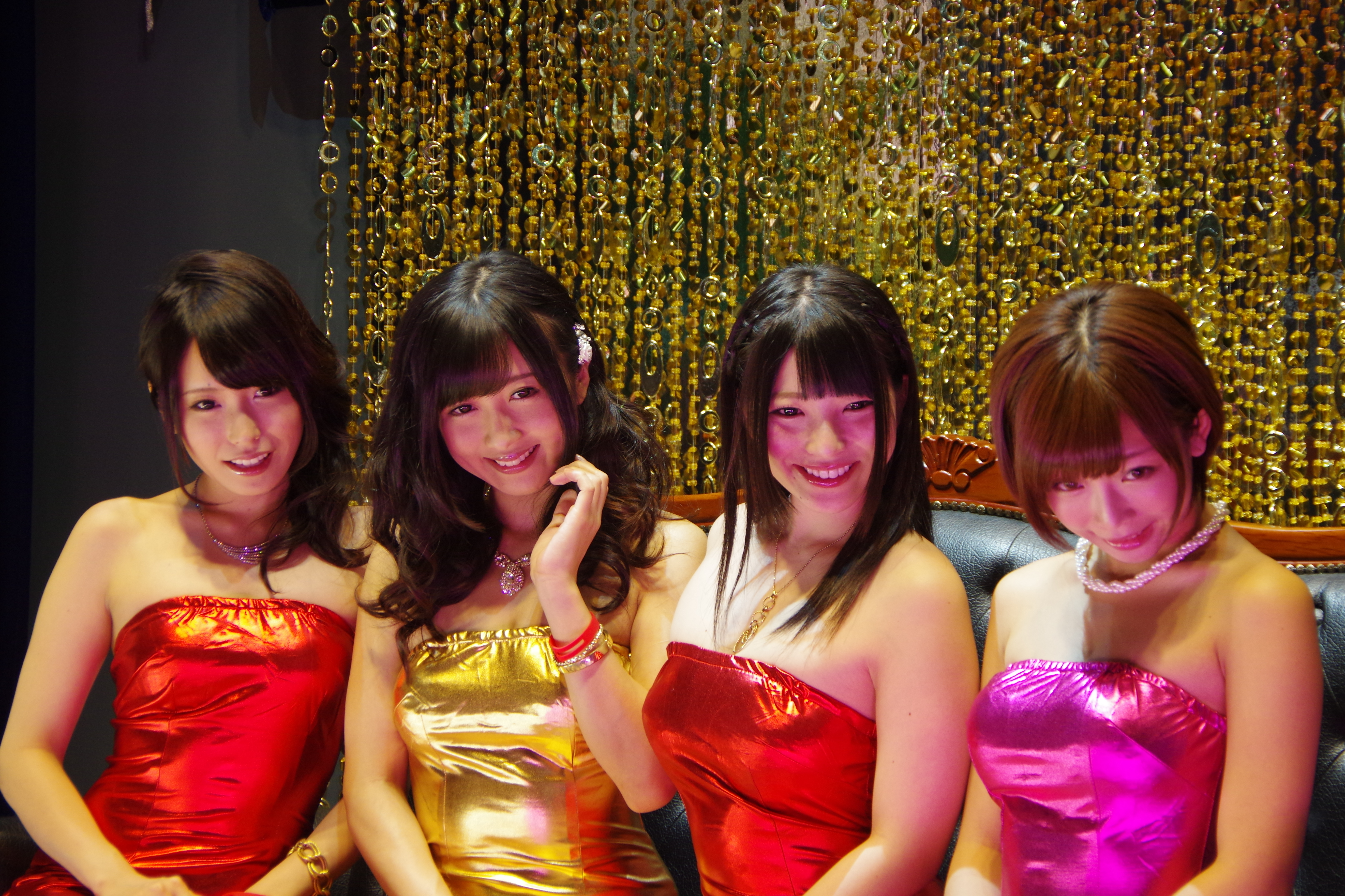
As quatro AV idols mais votadas no estande da Sega na Tokyo Game Show em 2014. Da esquerda para a direita: Chika Arimura, Hibiki Ōtsuki, Ai Uehara e Mana Sakura.

O jogo foi anunciado pela primeira vez em um evento especial de Yakuza em 24 de agosto de 2014, junto de um trailer. Trinta AV idols, votadas por fãs em um questionário anterior, também foram anunciadas como personagens com papeis cameo no jogo, com as 10 mais votadas tendo papeis significantes (as cinco mais votadas apareceriam como hostesses de alto nível em um minijogo de cabaré). Uma localização para a língua chinesa foi anunciada em 2014 e lançada na Ásia em maio de 2015. A banda Shōnan no Kaze tocou o tema principal e final do jogo, "Bubble" e "Kurenai", respectivamente; essas canções não foram licenciadas para o lançamento em inglês e foram substituídas por canções instrumentais originais.
A Sega queria que Majima se destacasse de Kiryu, já que os dois são protagonistas. A Sega descreveu Kiryu como um "homem sério – durão mas honrado e mantém as coisas para si" implicando pouca dificuldade escrevendo para ele. Através desse jogo e do remake do primeiro jogo, Yakuza Kiwami, o relacionamento entre Kiryu e Majima é explorado mais profundamente do que no primeiro jogo da franquia, principalmente por causa de mudanças na caracterização de Majima e suas visões sobre as ações de Kiryu, tornando-os amigos e inimigos ao mesmo tempo. Yakuza 0 também mostrou parte da história de Kiryu que a Sega queria que os jogadores conhecessem antes de Yakuza 6. Os traços de Kiryu em Yakuza 0 foram especificamente mudados para um "esquentadinho incontrolável" até um ponto onde muitos fãs de longa data da série ficariam surpresos com suas ações. Entretanto, o escritor Masayoshi Yokoyama afirmou que o personagem amadureceria durante a narrativa. O objetivo do time de localização era fazer Majima e Kiryu mais simpátivos, apesar de Strichart acreditar que Kiryu era mais popular que Majima em países ocidentais. Apesar da fama de Kiryu, o produtor da série Daisuke Sato notou que os jogadores acabaram por gostar de Majima muito mais na franquia.
A localização chinesa do jogo substitui o personagem Lao Gui, um assassino contratado pela família Dojima, com um modelo do rosto do ator de Hong Kong Sam Lee. Em 5 de dezembro de 2015, na PlayStation Experience em São Francisco, Gio Corsi da Sony Interactive Entertainment anunciou que Yakuza 0 seria localizado para a América para PlayStation 4. Inicialmente, nenhuma confirmação oficial foi feita para um lançamento na Europa. Em julho de 2016, foi anunciado que o jogo seria lançado na América do Norte e Europa para PlayStation 4 em janeiro de 2017.
A localização ocidental do jogo foi liderada por Scott Strichart, produtor associado da Atlus USA, que localizou Yakuza Kiwami, Yakuza Kiwami 2 e Yakuza 6. A equipe levou um ano e meio para localizar Yakuza 0, que tinha 1,8 milhão de caracteres japoneses, quase o dobro da média de RPGs japoneses, de cerca de 1 milhão a 1,2 milhões de caracteres. Além dos desafios de traduzir o tom e humor, o time de Strichart na Atlus teve dificuldades localizando jogos asiáticos tradicionais, incluindo Mahjong e Shogi. Para tornar esses minijogos acessíveis a audiências ocidentais, a Atlus teve que fornecer regras detalhadas ao lado dos jogos. Durante o processo de localização, Strichart disse que o time escreveu um total de "34 páginas de explicação de Mahjong."

## Recepção
Yakuza 0 recebeu "críticas geralmente favoráveis" para suas versões de PlayStation 4 e Microsoft Windows segundo o agregador de críticas Metacritic, com uma nota média agregada de 85 e 86 de 100, respectivamente. Sua versão para Xbox One recebeu "aclamação universal", com uma nota média agregada de 90 de 100.
A análise da PlayStation LifeStyle da versão localizada deu ao jogo uma nota de 9/10, considerando-o o melhor da série e o "resultado de 10 anos gastos não apenas aperfeiçoando uma fórmula, mas adicionando a ela." A Famitsu deu uma nota de 36/40 tanto para a versão de PlayStation 3 quanto para a versão de PlayStation 4. A Eurogamer classificou o jogo em 45º em sua lista de "50 Melhores Jogos de 2017", enquanto a Polygon o classificou em 44º em sua lista com o mesmo tema e a The Verge o nomeou um de seus 15 melhores jogos de 2017.
O sistema de batalha do jogo foi frequantemente elogiado por sua brutalidade, mas Tristan Ogilvie da IGN sentiu que ele pode parecer simples demais graças às tendência dos jogadores de apertar indeterminadamente quaisquer botões. A Game Informer comparou as batalhas aleatórias com jogos de beat 'em up de fliperamas e elogiou o uso de seu sistema de grinding devido à dificuldade dos personagens nos capítulos finais. A GameSpot criticou a jogabilidade, chamando-a de datada e afirmou que, apesar de melhoras desde os jogos de PlayStation 3, ainda há pontos baixos ocasionais. Mesmo assim, o redator gostou do sistema de batalha e dos aspectos de grinding, achando-os mais divertidos. A PlayStation LifeStyle elogiou os encontros com personagens melores bem como a função "Heat" para os movimento cinemáticos que Kiryu e Majima executam, apesar de sentir que eles não era muito mais fortes que os ataques normais. O minijogo de cabaré foi particularmente elogiado como "viciante".
Críticos também comentaram sobre a história e elenco, mais notavelmente sobre sua acessibilidade como pré-sequência. A caracterização diferente de Majima fez com que alguns redatores achassem-no mais interessante que Kiryu. A Electronic Gaming Monthly gostou do contraste que a dupla tinha na narrativa. A Jimquisition chamou os dois personagens de "protagonistas amáveis que consistentemente têm que agir como homens durões em uma variedade de situações estranhas." A GamesRadar+ elogiou a troca constante entre os protagonistas, que "ajuda a refrescar a narrativa." A Polygon teve uma reação mista sobre o elenco, já que o antagonista frequentemente acaba se tornando confiável apesar de seus atos violentos, bem como o fato de que a maioria das personagens femininas são mal-tratadas tanto na narrativa principal quanto nos minijogos. A GameSpot sentiu que a história era a maior força do jogo, graças ao jeito como lida com as cinemáticas, à narrativa série e à dublagem cativante. Apesar de achar que o jogo trazia muitos cenários comuns dos jogos anteriores, a PlayStation LifeStyle disse que Yakuza 0 tem a melhor narrativa de toda a série, elogiando o ritmo rápido e a ambientação dos anos 80.

### Vendas
O jogo estreou no número 1 na tabela de vendas de software no Japão em sua primeira semana no mercado. As versões de PlayStation 3 e de PlayStation 4 venderam 146.000 unidades e 90.000 unidades, respectivamente. Até junho de 2015, o jogo tinha vendido 500.000 cópias no Japão e regiões sinófonas da Ásia. Haruki Satomi, presidente da Sega, disse que a versão chinesa do jogo tinha vendido mais do que o esperado.
No Reino Unido, Yakuza 0 foi o 8º jogo mais vendido na semana de 28 de janeiro. O estoque para o jogo esteve baixo no país, indicando que ele vendeu além das expectativas.

### Prêmios
A versão japonesa de Yakuza 0 venceu o prêmio "Future Division" (para jogos ainda não lançados mostrados na Tokyo Game Show) na Japan Game Awards em 2014. O jogo foi indicado para "Melhor Jogo de PlayStation 4" na premiação de fim de ano da Destructoid em 2017 e para "Melhor Jogo de Ação e Aventura" na premiação "Melhores de 2017" da IGN; ele também ficou em segundo lugar em "Melhor Estilo" na premiação da Giant Bomb em 2017. O jogo venceu o prêmio de "Melhor Personagem Principal" (Goro Majima) na premiação de fim de ano da Game Informer.
| Ano  | Premiação                                             | Categoria                      | Resultado | Ref.          |
| ---- | ----------------------------------------------------- | ------------------------------ | --------- | ------------- |
| 2017 | Golden Joystick Awards                                | Jogo do Ano para PlayStation   | Indicado  | [ 60 ]        |
| 2018 | National Academy of Video Game Trade Reviewers Awards | Jogo, Franquia de Ação         | Indicado  | [ 61 ] [ 62 ] |
| 2018 | National Academy of Video Game Trade Reviewers Awards | Trilha Leve Original, Franquia | Indicado  | [ 61 ] [ 62 ] |

### Meme de Internet
Em 2020, um meme de Internet emergiu usando deepfakes para gerar vídeos de pessoas e personagens fictícios cantando o refrão de "Baka Mitai" (ばかみたい, lit. "Eu Fui Um Tolo"), uma canção do minijogo de karaokê de Yakuza 0. A primeira ocorrência conhecida de algo do tipo foi em 2018, com um vídeo publicado com a canção sincronizada ao Espelho Mágico de Shrek. A maior parte das versões desse meme usa um vídeo de 2017 publicado pelo usuário Dobbysrules, que sincroniza os lábios da versão do motorista de táxi da canção, como modelo. "Friday Night", uma canção que pode ser encontrada no minijogo de disco, também ganhou níveis similares de popularidade.